# Jurij Sołodowniczenko
Jurij Sołodowniczenko, ukr. Юрій Владиславович Солодовниченко (ur. 8 lutego 1978 w Chersoniu) – ukraiński szachista, arcymistrz od 2007 roku.

## Kariera szachowa
Pierwsze sukcesy na arenie międzynarodowej zaczął odnosić pod koniec lat 90. W 1998 r. zwyciężył w Pilźnie, zajął II m. w Hollabrunn (za Azerem Mirzojewem) oraz podzielił II m. w Hlohovcu (za Dmitrijem Stecem, wspólnie z m.in. Giennadijem Timoszczenko). Normy na tytuł arcymistrza wypełnił w Deizisau (2005), Hamburgu (2005, dz. I m.) oraz Chambéry (2006, I m.).
Odniósł szereg sukcesów w turniejach międzynarodowych, zwyciężając bądź dzieląc I m. m.in. w Rochefort (2003, 2005), Bad Wildbad (2003), Rudniku nad Sanem (2003), Gotha (2003), Sewastopolu (2004), Saarlouis (2004), Neuhausen (2005), Feffernitz (2005), St. Veit (2005), Solingen (2006, szachy szybkie), Rodatyczach (2006), Cutro (2008), Nabierieżnyje Czełny (2008), Val Thorens (2008), Poniewieżu (2008), Dennewitz (2008), Herford (2008), Albacete (2008), Leutersdorf (2009), Leiden (2009), Bergamo (2009 – dwukrotnie), Fourmies (2009), Maastricht (2009), Figueres (2009), Driehuis (2010), Voorschoten (2010), Ditzingen (2010), Naujac-sur-Mer (2010), San Lorenzo de El Escorial (2010), Västerås (2014) oraz Oslo (2014).
Uwaga: Lista sukcesów niekompletna (do uzupełnienia w latach 2010-2014).
W 2013 r. zajął I m. w mistrzostwach krajów nordyckich, rozegranych w Køge.
Najwyższy ranking w dotychczasowej karierze osiągnął 1 listopada 2011 r., z wynikiem 2629 punktów zajmował wówczas 12. miejsce wśród ukraińskich szachistów.

## Życie prywatne
W 2001 r. ukończył studia na Uniwersytecie w Chersoniu zdobywając dyplom inżyniera mechanika i ekonomisty. Od 2004 r. żonaty z Jeleną Suchotiną, ma jedno dziecko (syn Maksim, ur. 2009).